# FIFA 06: Road to FIFA World Cup
FIFA 06: Road to FIFA World Cup is een voetbalsimulatiespel ontwikkeld door EA Sports en DICE voor de Xbox 360 en werd uitgebracht in 2005. Het spel is een officieel gelicenseerd product van het WK 2006. De wereldbekermodus van het spel bevat alleen kwalificatiegroepen van de UEFA.
Road to FIFA World Cup werd enkele maanden voor de release van 2006 FIFA World Cup uitgebracht. Het spel biedt superieure graphics vergeleken met eerdere versies, maar dit ging wel ten koste van vele spelfuncties. Voor het eerst in de FIFA-serie is het in dit spel mogelijk om te oefenen met schieten tegen een doelman wanneer een wedstrijd wordt geladen.